# Frits Wissel
Frits Julius Wissel (Sneek, 21 januari 1907 - Arnhem, 9 oktober 1999) was een Nederlandse marinepiloot die in 1936 vanuit zijn cockpit een merencomplex in Nederlands Nieuw-Guinea ontdekte dat daarna naar hem werd vernoemd: de Wisselmeren.
Frits Wissel, zoon van de Sneker huisarts F.W. Wissel, studeerde in 1929 af als ingenieur in Zürich, maar door de mondiale depressie lukte het hem niet een baan in zijn vak te krijgen. Hij meldde zich daarop aan bij de Koninklijke Marine, waar hij een opleiding kreeg tot piloot. Na een korte tijd te hebben gediend in Nederlands-Indië werd hij overgeplaatst naar Nieuw-Guinea, waar hij werd gedetacheerd bij de Nederlands Nieuw-Guinea Petroleum Maatschappij (NNGPM) als een van de piloten van de twee Sikorsky watervliegtuigen die de maatschappij rijk was.
Wissel speelde een belangrijke rol in de voorfase van de legendarische Carstensz-expeditie van 1936, waaraan hij ook zelf zou deelnemen. Door zijn verkenningsvluchten vooraf maakte hij het Colijn en Dozy mogelijk hun route naar de "eeuwige sneeuw" van Nieuw-Guinea, het einddoel van de expeditie, nauwkeurig uit te stippelen.
Na 1936 was Wissel gestationeerd op het eiland Japen in de Geelvinkbaai (nu Teluk Cenderawasih). Tijdens een vlucht over het binnenland zag hij onverwacht een groot meer met kano's onder zich. Met zijn Leica-camera maakte hij de eerste foto's van wat hij vanuit de lucht waarnam; tijdens een herhaalvlucht kon worden bevestigd dat een door mensen bewoond onbekend deel van het Centrale Bergland door hem was ontdekt.
Tijdens de Tweede Wereldoorlog werkte Wissel in Australië een tijd voor de Allied Geographical Section. Na de oorlog keerde hij als marinepiloot terug naar Nieuw-Guinea, met als basis het Molukse eiland Morotai. Na zijn tijd bij de marine was hij van 1957 tot aan zijn pensioen in 1972 als docent verbonden aan de Hogere Technische School in Delft, Den Haag en Arnhem.

## Onderscheiding
- Vliegerkruis op 21 maart 1944[1]